# Sium verrucosum
Sium verrucosum är en flockblommig växtart som beskrevs av Jacques Étienne Gay och Achille Richard. Sium verrucosum ingår i släktet vattenmärken, och familjen flockblommiga växter. Inga underarter finns listade i Catalogue of Life.